# Nico van Kerckhoven
Nicolas "Nico" van Kerckhoven (Lier, Bélgica, 14 de diciembre de 1970) es un exfutbolista belga que se desempeñaba en casi cualquier posición de la defensa y centro del campo.

## Selección nacional
Fue internacional con la selección de fútbol de Bélgica, jugó 42 partidos internacionales y anotó 3 goles.

### Participaciones en Copas del Mundo
| Mundial                        | Sede                  | Resultado        |
| ------------------------------ | --------------------- | ---------------- |
| Copa Mundial de Fútbol de 1998 | Francia               | Primera fase     |
| Copa Mundial de Fútbol de 2002 | Corea del Sur y Japón | Octavos de final |

### Participaciones Internacionales
| Torneo        | Sede                   | Resultado    |
| ------------- | ---------------------- | ------------ |
| Eurocopa 2000 | Bélgica y Países Bajos | Primera fase |

## Clubes
| Club                     | País     | Año         |
| ------------------------ | -------- | ----------- |
| Lierse SK                | Bélgica  | 1989 - 1998 |
| FC Schalke 04            | Alemania | 1998 - 2004 |
| Borussia Mönchengladbach | Alemania | 2004 - 2005 |
| KVC Westerlo             | Bélgica  | 2005 - 2010 |

## Palmarés

### Campeonatos nacionales
| Título           | Club          | País     | Año  |
| ---------------- | ------------- | -------- | ---- |
| Jupiler League   | Lierse SK     | Bélgica  | 1997 |
| Copa de Alemania | FC Schalke 04 | Alemania | 2001 |
| Copa de Alemania | FC Schalke 04 | Alemania | 2002 |